# 1991 au Maroc
Chronologie du Maroc
- 1987
- 1988
- 1989
- 1990
- 1991
- 1992
- 1993
- 1994
- 1995

Cet article présente les faits marquants de l'année 1991 au Maroc ou relatifs au Maroc.

## Événements
- 6 septembre : cessez-le-feu entre le Maroc et le Front Polisario ; fin de la guerre du Sahara occidental[1].
- 13 septembre :  libération d'Abraham Serfaty, un des fondateurs du mouvement marxiste Ila Al Amame, qui est expulsé vers la France[2].

## Sports
- La Coupe du Maroc de football 1990-1991 est la trente-cinquième édition de la compétition.
- La Coupe du Maroc de football 1991-1992 est la trente-sixième édition de la compétition.

## Culture
- La Plage des enfants perdus (en arabe : شاطئ الأطفال الضائعين ; Chateh Al Atfal Ad-daine), film marocain réalisé par Jilali Ferhati, sorti en 1991.

## Divers
- Lancement de Hawaï, boisson gazeuse marocaine à saveur tropicale, commercialisée par The Coca-Cola Company. D’abord lancée en 1991 par la Société Industrielle Marocaine (SIM), la marque est rachetée par Coca-Cola en 1997[3].